# 大草観音寺
大草観音寺（おおくさかんのんじ）は、愛知県小牧市大草にある曹洞宗の寺院。山号は黄梅山。

## 概要
正確な創建時期は不詳。同じ大草地内にある福厳寺の引退住職の隠居寺として建てられたとされる。
境内には観音像のほか、有料の入浴施設（奥の院観音の湯）がある。

## 交通手段
- ピーチバスの「大草」停留所下車、徒歩で約5分。
- 名鉄バスの「桃花台東」停留所下車、徒歩で約5分。